# Literatura dos Estados Unidos
A literatura dos Estados Unidos pode ser considerada como fazendo parte da Literatura inglesa ou como um ramo literário distinto.

## Primórdios da literatura nos Estados Unidos
A literatura estadunidense inicial deve muito às formas e estilos originários da Europa. por exemplo, "Wieland" e outros romances de Charles Brockden Brown (1771-1810) inspiram-se diretamente nos romances góticos que então eram escritos na Inglaterra. Mesmo as narrativas impecavelmente urdidas por Washington Irving (1783-1859) - principalmente Rip Van Winkle e The Legend of Sleepy Hollow - parecem claramente européias apesar de a ação se desenrolar nos Estados Unidos.

## As primeiras obras legitimamente estadunidenses.
No campo da  narrativa, florescem Nathaniel Hawthorne (1804-1864) e Edgar Allan Poe (1809-1849). A  obra-prima de Hawthorne, A letra escarlate  é o livro  (The Scarlet Letter) onde relata o drama de uma mulher rejeitada pela comunidade por ter cometido adultério. O gênio de Poe dá vida à novela policial (The murders of the rue Morgue, The mystery of Marie Roget, The purloined letter) e renova o modelo da novela gótica (The narrative of Arthur Gordon Pym). Como poeta, Poe elabora a magnífica poesia alquímica de "O Corvo" (The Raven); de profundidade rara , suas notas criticas e estéticas (Marginalia, The philosophy of composition).
A obra ficcional de Hawthorne teve um impacto profundo na escrita do seu amigo Herman Melville (1819-1891), que ganhou rapidamente boa reputação como escritor ao inspirar-se na sua vida de marinheiro para criar narrativas em ambientes exóticos. Tal como em Hawthorne, a escrita de Melville é rica em especulações filosóficas. Em Moby Dick, uma viagem repleta de aventuras, num navio baleeiro torna-se pretexto para examinar temas como a obsessão, a natureza do mal e a luta entre o homem e os elementos (a natureza). Em outro livro de grande valor, a novela Billy Budd, Melville dramatiza o conflito entre dever e compaixão a bordo de um navio em tempo de guerra. Os seus livros mais profundos tiveram pouco sucesso comercial e, após a sua morte, foi remetido ao esquecimento até ser de novo descoberto, apenas nas primeiras décadas do século XX.
Em 1836, Ralph Waldo Emerson (1803 – 1882), ex-ministro da Segunda Igreja Unitária de Boston, publicou uma surpreendente obra não ficcional ("Nature"), na qual é defendido que se pode prescindir da religião organizada e atingir um estado espiritual elevado através do estudo e interacção com a natureza. O seu trabalho não só influenciou um conjunto de escritores que à sua volta se formou – o movimento do Transcendentalismo – como o próprio público que assistia às suas conferências.
O mais dotado dos discípulos de Emerson foi Henry David Thoreau (1817 – 1862), um não-conformista resoluto. Depois de viver praticamente de forma auto-suficiente numa cabana junto a uma floresta nas margens de um lago, durante dois anos (de 1845 a 1847), Thoreau escreveu “Walden ou a Vida nos Bosques”, um relato autobiográfico que exorta à resistência contra a intromissão dos ditames das sociedades organizadas. A sua escrita, radical, expressa uma tendência profundamente enraizada no carácter estadunidense para o individualismo.
Mark Twain (o pseudônimo de Samuel Clemens, 1835 – 1910) foi o primeiro grande escritor estadunidense a nascer longe da costa oriental, no estado fronteiriço do Missouri. O relato autobiográfico “Life on the Mississippi” e o romance “As Aventuras de Huckleberry Finn” são duas obras-primas de carácter regional. O estilo de Twain – influenciado pelo jornalismo, ligado ao vernáculo, directo, despojado, ainda que altamente evocativo e irreverentemente divertido – mudou radicalmente a forma de se escrever o inglês na América. As suas personagens falam como gente real, soando distintamente estadunidenses ao usarem os dialectos locais, neologismos e pronúncias regionais.
Henry James (1843 – 1916) defrontou o choque cultural que se estabelecia, então, de forma mais acentuada que hoje entre o Novo e o Velho Mundo (o continente americano e europeu). Ainda que tenha nascido em Nova Iorque, viveu a maior parte da sua vida adulta em Inglaterra. A sua obra centra-se muito em personagens dos Estados Unidos que vivem ou viajam pela Europa. Através de um estilo narrativo intrincado, complexo e pleno de subtilezas psicológicas que disseca com mestria, a ficção de James pode ser considerada como difícil por parte de alguns leitores. Entre as suas obras mais acessíveis encontram-se, por exemplo, “Daisy Miller”, sobre uma encantadora rapariga estadunidense na Europa e “The Turn of the Screw” (“A Volta do Parafuso” – uma enigmática história sobre o sobrenatural.

### A poesia dos Estados Unidos no século XIX
Os dois maiores poetas estadunidense do século XIX não podiam ter temperamentos e estilo mais dissemelhantes. Walt Whitman (1819 – 1892) era um trabalhador, um viajante que se tinha autoproposto como enfermeiro na Guerra Civil Americana (1861 – 1865), além de profundamente inovador no campo poético. A sua obra maior foi “Leaves of Grass” (“Folhas de erva”), na qual usa o verso livre e a métrica irregular para descrever a completa diversidade do universo da democracia estadunidense. Avançando nesta estratégia poética, o poeta equaciona todo o vasto espectro da experiência estadunidense consigo mesmo, conseguindo furtar-se à acusação fácil de um egoísmo crasso. Por exemplo, na “Song of Myself” (“Canção de mim mesmo”), o longo poema central de “Leaves of Grass”, Whitman escreve: “São estes, deveras, os pensamentos de todos os homens, em todas as terras e todas as idades; não são diferentes de mim…”.
Whitman foi também um poeta do corpo – “o corpo eléctrico”, como lhe chamou. Nos seus Estudos de Literatura estadunidense Clássica, o romancista e poeta inglês D. H. Lawrence escreveu que Whitman “foi o primeiro a esmagar a antiga concepção moral segundo a qual a alma humana é algo superior que paira acima da carne.”.
Emily Dickinson (1830 – 1886), por outro lado, levou uma vida de reclusão devido à sua condição de solteirona bem nascida, numa pequena cidade de Massachusetts. Na sua estrutura formal, a sua poesia demonstra engenho, é espirituosa, engendrada com requinte e de grande penetração psicológica. A sua obra era, no entanto, pouco convencional para a sua época, de modo que pouco foi publicado durante a sua vida.
Muitos dos seus poemas incidem sobre o tema da morte, utilizando muitas vezes fórmulas inesperadamente maliciosas. “Porque não pude parar para a Morte” começa um, “Ela, gentil, parou para mim” . No início de outro poema, Dickinson brinca com a sua posição de mulher numa sociedade dominada por homens, o que a remete para a sua condição de poetisa sem reconhecimento público: “I’m nobody! Who are you? / Are you nobody too?” (“Sou ninguém. Quem és tu? / És ninguém, tal como eu?”).

### O dealbar do “Século de ouro americano”
No início do século XX, os romancistas estadunidenses começaram a expandir o espectro social apresentado no campo ficcional, de forma a abarcar todas as classes sociais. Nos seus contos e romances, Edith Warthon (1862 – 1937) escrutinou a classe alta típica da costa leste dos Estados Unidos, onde cresceu. Um dos seus melhores livros, The Age of Innocence, centra-se na história de um homem que escolhe casar com uma rapariga “aceitável”, de acordo com os padrões convencionais desta camada social, em detrimento de uma outra, que o fascina e que pertence a uma outra esfera. Sensivelmente na mesma altura, Stephen Crane (1871 – 1900) – mais conhecido pelo seu romance, passado na Guerra Civil Americana, “The Red Badge of Courage” (em Portugal, conhecido pelo título “Sob a Bandeira da Coragem”, e no Brasil por “O Brasão Vermelho da Coragem”, “Emblema Rubro da Coragem” ou “Glória de um Covarde”) – descrevia a vida das prostitutas de Nova Iorque em “Maggie: a Girl of the Streets” (“Maggie: Uma Rapariga das Ruas”). Em “Sister Carrie”, Theodore Dreiser (1871 – 1945) retratou uma rapariga do campo que se muda para Chicago onde será mantida como amante de um homem rico – o mundo da prostituição de luxo. 
No século XX, vários autores ganham destaque, como William Faulkner, pondo em relevo as agruras do sistema de segregação racial. Richard Wright (1908-1960) ganhou destaque contando suas recordações de infância e adolescência como Black Boy (traduzido no Brasil por Negrinho), abrindo caminho para diversos autores negros, como por exemplo James Baldwin. Ernest Hemingway vencedor do prêmio Nobel de Literatura, desenvolveu uma técnica enxuta de narração, quase cinematográfica, onde as personagens se movem em quadros e os detalhes mais pormenores são realçados na estrutura da narração. Sua mais célebre novela é o O Velho e o Mar. John Steinbeck um dos maiores autores da pós-recessão estadunidense de 1929. Escreveu obras primas como As Vinhas da Ira, narrando as aventuras da família Joad rumo a Califórnia, num êxodo estadunidense rumo ao oeste fugindo da pobreza do leste, devastado pela recessão e a ganância das companhias bancárias. Outras obras do autor, A leste do Éden, Boêmios Errantes, Ratos e Homens, A pérola, Rua das Ilusões Perdidas, entre outras. Também foi agraciado com o Prêmio Nobel de Literatura, a exemplo dos seus antecessores e compatriotas William Faulkner e Ernest Hemingway.

## A poesia no século XX
Na década de 1920 surge o Imagismo, com forte influência de Ezra Pound, e a partir daí surgiria o que de melhor se produziu em poesia na língua inglesa no século XX. São consideradas obras-primas da poesia do século passado, The Cantos, de Pound e The Waste Land(1922) de T. S. Eliot. 
também produziram muitas obras brilhantes neste século poetas como Wallace Stevens, com seu "Harmonium" (1923) e "The Auroras of Autumn" (1950), Hart Crane com o seu "White Buildings" (1926) e o ciclo épico "The Bridge" (1930), William Carlos Williams e os poetas do Objetivismo, Marianne Moore, Elizabeth Bishop e E. E. Cummings. É importante salientar que, a partir da década de 1950, com a publicação de O Uivo, de Allen Ginsberg, poetas e escritores americanos estiveram à testa de um dos maiores, ou o maior, dos movimentos sociais e culturais do século XX, a Contracultura, detonado pela Geração Beat, prolongando sua influência para muito além da poesia e da literatura.